# チャタル・ヒュユクの座った女性

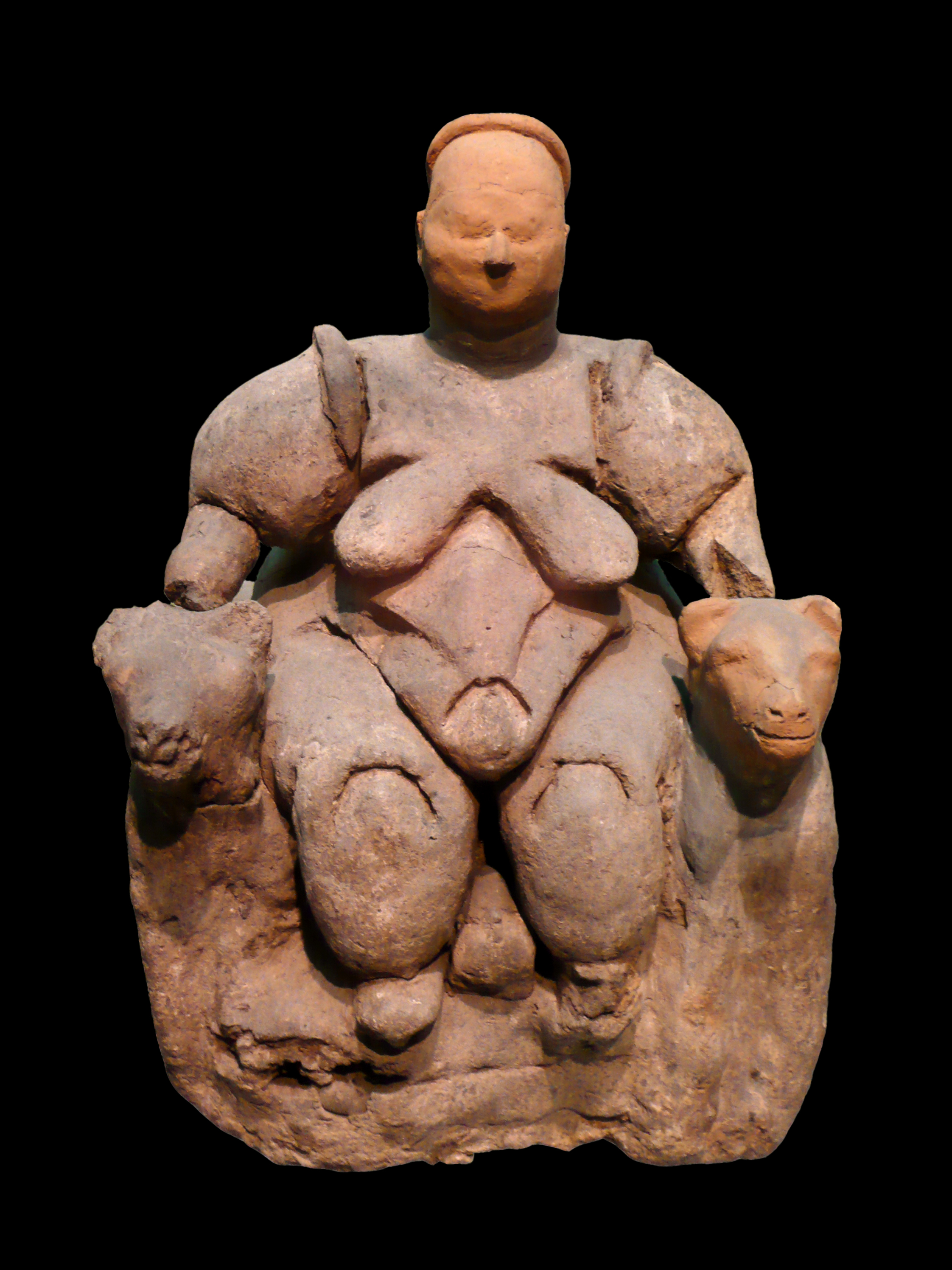
チャタル・ヒュユクの座った地母神。頭は修復物。アナトリア文明博物館

チャタル・ヒュユクの座った女性（英: Seated Woman of Çatalhöyük、ちゃたる・ひゅゆくのすわったじょせい、またはチャタル・ヒュユク）は、猫の頭をした肘掛けの間に座っている、粘土で作られたヌードの女性像。ネコ（ヒョウまたはパンサー）の頭の形で2つの手を休ませている彼女の王座に座っており、豊満で肥沃な出産の過程にある地母神を描写していると一般に考えられている。この彫像は、現地で発見されたいくつかの図像的に類似したものの一つであり、最も有名なヴィレンドルフのヴィーナスなど、他の豊満な先史時代の女神像に関連付けられている。
それは不詳の作者によって形作られた新石器時代の彫刻であり、紀元前6000年頃に完成した。トルコのチャタル・ヒュユクで1961年に考古学者ジェームス・メラートによって発見された。それが見付かったとき、頭と右側の手の部分が欠けていた。現在の頭と手は、現代に作られた代替品である。この彫刻は、トルコのアンカラにあるアナトリア文明博物館に所蔵されている。